# Beniarbeig

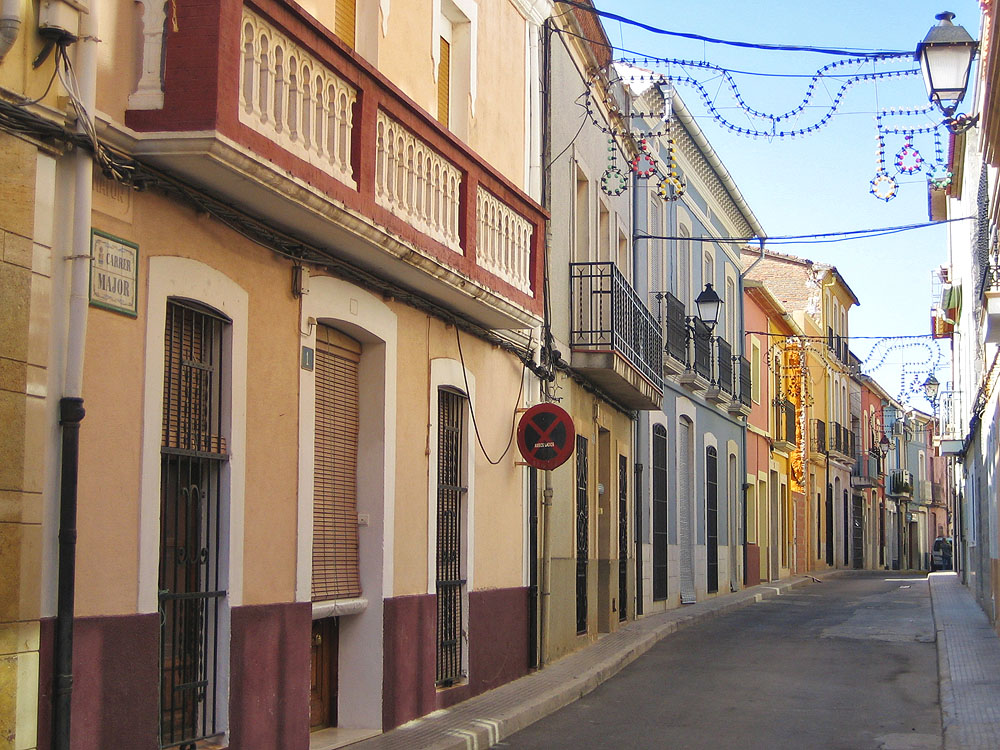
Carrer Major de Beniarbeig

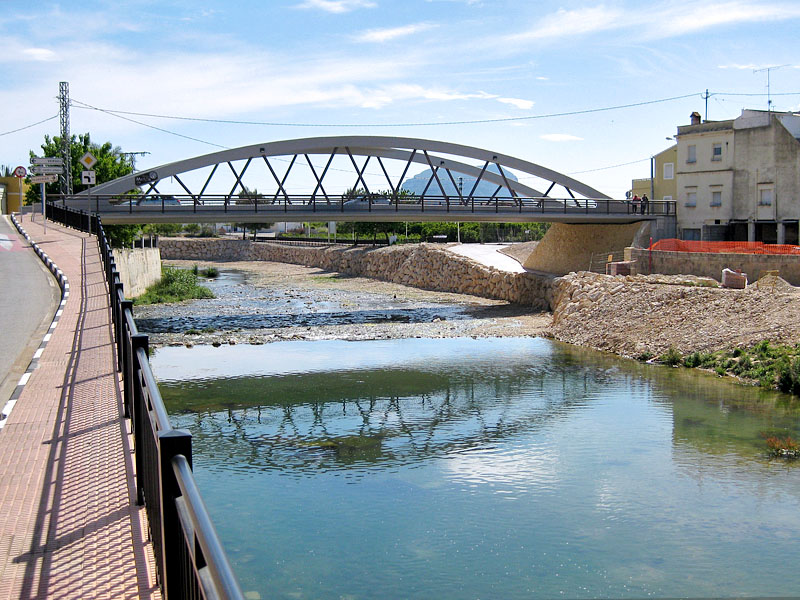
El nou pont sobre el riu Girona, vist des del marge esquerre, que dona accés al poble des d'Ondara

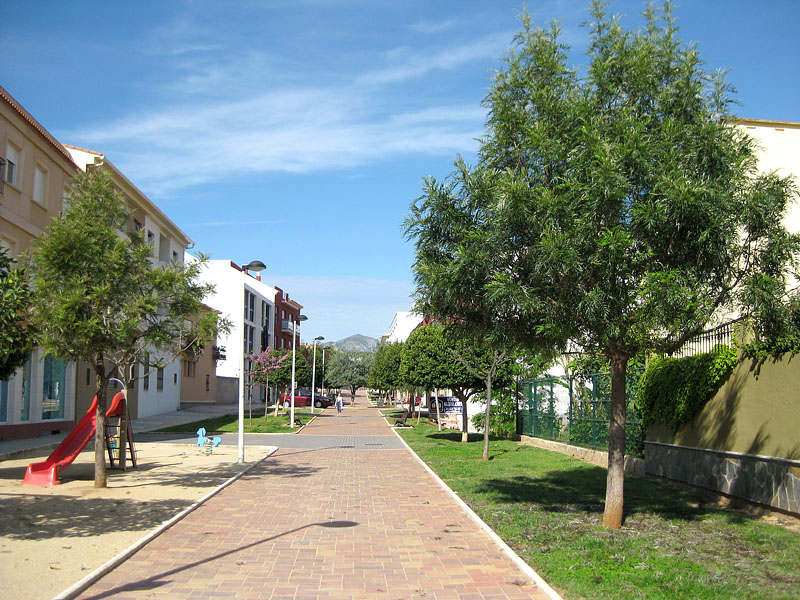
Passeig de Jaume I, al cor de la vila. És de nova construcció; travessa tot el centre i segueix el recorregut d'un barranc assecat

Beniarbeig és una població del País Valencià a la comarca de la Marina Alta. Segons el cens del 2019, el municipi té 2.092 habitants.

## Geografia
Beniarbeig es troba a la fita entre la Rectoria i el Marquesat de Dénia, al peu de la serra de Segària i creuat pel riu Girona, que deixa la major part del poble al seu nord. El pont que creuava el riu era d'inicis del segle xx i es va enfonsar per la riuada del 12 d'octubre del 2007. El seu terme municipal té 7,4 km². Es troba a 42 metres d'altitud de mitjana i a només 3 km de distància de la platja.

### Límits
El terme municipal de Beniarbeig limita amb Benidoleig, Benimeli, Ondara, Pedreguer, Sanet i els Negrals i el Verger (tots a la mateixa comarca).

### Accés
S'hi accedix mitjançant l'eixida 62 de l'autopista AP-7 o per la nacional N-332 que passa per la localitat propera d'Ondara. Per dins de la població creuen la carretera comarcal del Verger-Sagra, la carretera comarcal de Beniarbeig-Pedreguer i l'antic camí de Beniarbeig-Ondara.
En quant al transport públics, a Dénia i Gandia es troben les estacions de ferrocarril més properes. A Dénia cap al sud i a Gandia cap al nord. A Dénia hi ha la línia marítima de passatgers cap a Eivissa i Palma. També n'ixen autobusos a València, Alacant, Ondara i al Verger.
Els pobles més propers als quals es pot accedir des de Beniarbeig són Ondara, el Verger, i els Poblets, a la costa; cap a l'interior, hi ha Sanet i els Negrals, Benimeli, el Ràfol, Sagra, Tormos, Orba; i cap al sud, a 4 km, es troba Pedreguer.

## Història
Beniarbeig era una antiga alqueria musulmana, que després de la conquesta pertangué al comte de Sinarques. El 1535, la seua parròquia es desvinculà de la de Dénia, junt amb les de Beniomat i Benicadim, que acabaren despoblades, i esdevingué rectoria de moriscos. El 1643, passà a jurisdicció del marqués de Dénia. Al segle xviii, una important crisi econòmica deixà la població en una xifra inferior a la que hi havia abans de l'expulsió dels moriscos del 1609. La crisi demogràfica continuà al principi del segle xx, en què hi hagué emigració cap a França i Algèria. A mitjan segle xx, es rebé alguna immigració procedent d'Andalusia.
El 12 d'octubre del 2007 tingueren lloc les fortes pluges i el desbordament del riu Girona que destrossà l'antic pont. Fou el major creixement documentat del Girona. Més d'un any després, s'hi obrí un nou pont, d'estil modern i de metall. Les runes del pont antic s'han ressituat en un parc vora el riu, a poca distància de l'emplaçament original. També s'hi ha regenerat tota la flora i fauna -com ara cignes i ànecs- del riu, convertint-lo en un paratge natural important per a la comarca.

## Economia
L'economia en depén del conreu de la taronja. També hi ha oliveres i pinars. Els darrers anys, s'ha diversificat cap a la construcció i els serveis. Part de la població treballa en eixe sector fora del poble, en pobles costaners de la comarca.

## Demografia
La major part són nascuts al mateix poble i una minoria són d'altres pobles de la comarca, del País Valencià, de la resta de l'estat i de l'estranger. Els darrers anys, està augmentant el nombre de famílies immigrants europees i llatinoamericanes.
L'origen de la població és el següent (font: població escolar any 2003):
- Beniarbeig: 35,15%
- Valencians d'altres localitats de la província d'Alacant: 21,68%
- Valencians de les províncies de Castelló i València: 10,1%
- D'altres comunitats autònomes: 12, 67%
- De l'estranger: 20, 4%

| 1900 | 1910 | 1920 | 1930 | 1940 | 1950 | 1960  | 1970  | 1981  | 1991  | 2000  | 2005  | 2007  | 2008  | 2019  |
| ---- | ---- | ---- | ---- | ---- | ---- | ----- | ----- | ----- | ----- | ----- | ----- | ----- | ----- | ----- |
| 917  | 885  | 849  | 909  | 936  | 969  | 1.146 | 1.163 | 1.091 | 1.160 | 1.172 | 1.548 | 1.729 | 1.889 | 2.092 |

## Política i govern

### Composició de la Corporació Municipal
El Ple de l'Ajuntament està format per 11 regidors. En les eleccions municipals de 26 de maig de 2019 foren elegits 5 regidors del Partit Socialista del País Valencià (PSPV-PSOE) i 4 del Partit Popular (PP).
| Eleccions municipals de 26 de maig de 2019 - Beniarbeig                                                                      |                                          |                                     |                                     |        |          |          |
| Candidatura | Candidatura                              | Candidatura                         | Cap de llista                       | Vots   | Vots     | Regidors |
| | Partit Socialista del País Valencià-PSOE |                                     | Juan José Mas Escrivà               | 591    | 58,00%   | 5 (+1)   |
| | Partit Popular                           |                                     | Vicente Sanchis Mas                 | 420    | 41,22%   | 4 ()     |
| | Vots en blanc                            |                                     |                                     | 8      | 0,79%    |          |
| Total vots vàlids i regidors                                                                                                 | Total vots vàlids i regidors             | Total vots vàlids i regidors        | Total vots vàlids i regidors        | 1.019  | 100 %    | 11       |
| | Vots nuls                                | Vots nuls                           | Vots nuls                           | 15     | 1,45%    |          |
| Participació (vots vàlids més nuls)                                                                                          | Participació (vots vàlids més nuls)      | Participació (vots vàlids més nuls) | Participació (vots vàlids més nuls) | 1.034  | 73,07%** |          |
| Abstenció | Abstenció                                | Abstenció                           | Abstenció                           | 381*   | 26,93%** |          |
| Total cens electoral | Total cens electoral                     | Total cens electoral                | Total cens electoral                | 1.415* | 100 %**  |          |
| Alcalde: Juan José Mas Escrivà (PSPV) (15/06/2019)                                                                           |                                          |                                     |                                     |        |          |          |
| Fonts: JEC, JEZ Dénia, M. Interior, Periòdic Ara. (* No són vots sinó electors. ** Percentatge respecte del cens electoral.) |                                          |                                     |                                     |        |          |          |

### Alcaldes
Des de 2019 l'alcalde de Beniarbeig és Juan José Mas Escrivà del Partit Socialista del País Valencià (PSPV-PSOE).
| Període                       | Alcalde o alcaldessa  | Partit polític | Data de possessió | Observacions |
| ----------------------------- | --------------------- | -------------- | ----------------- | ------------ |
| 1979–1983                     | José Luis Sesé Oliver | UCD            | 19/04/1979        | --           |
| 1983–1987                     | José Luis Sesé Oliver | AP-PDP-UL-UV   | 28/05/1983        | --           |
| 1987–1991                     | José Luis Sesé Oliver | AP             | 30/06/1987        | --           |
| 1991–1995                     | Luis Gil Pastor       | PSPV-PSOE      | 15/06/1991        | --           |
| 1995–1999                     | Luis Gil Pastor       | PSPV-PSOE      | 17/06/1995        | --           |
| 1999–2003                     | Luis Gil Pastor       | PSPV-PSOE      | 03/07/1999        | --           |
| 2003–2007                     | Luis Gil Pastor       | PSPV-PSOE      | 14/06/2003        | --           |
| 2007–2011                     | Luis Gil Pastor       | PSPV-PSOE      | 16/06/2007        | --           |
| 2011–2015                     | Vicent Cebolla Seguí  | PP             | 11/06/2011        | --           |
| 2015–2019                     | Vicent Cebolla Seguí  | PP             | 13/06/2015        | --           |
| 2019-2023                     | Juan José Mas Escrivà | PSPV-PSOE      | 15/06/2019        | --           |
| Des de 2023                   | n/d                   | n/d            | 17/06/2023        | --           |
| Fonts: Generalitat Valenciana |                       |                |                   |              |

## Monuments
- Església de Sant Joan Baptista, barroca, del segle xviii, és la seua ressenya patrimonial, a banda del nou ajuntament inaugurat recentment.
- La finca Santonja, casa senyorial situada a l'eixida oriental de la població.

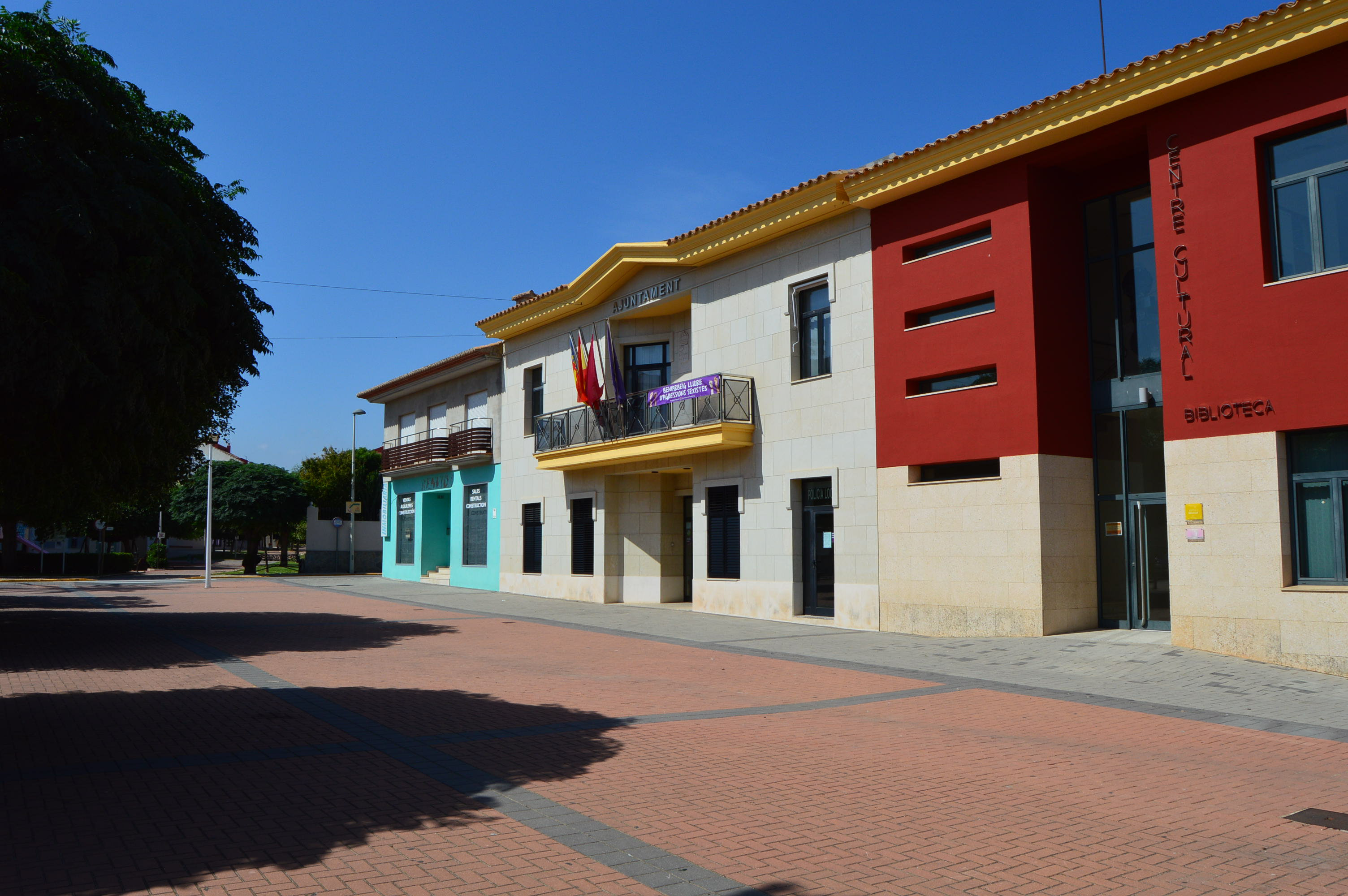
Ajuntament i Centre Cultural inaugurats en el 2002 i 2003

## Festes
- Festes patronals. Se celebren a finals d'agost en honor de Sant Roc.